# ألكسندر غريغورينكو
ألكسندر غريغورينكو (بالقازاقية: Александр Сергеевич Григоренко)‏ (بالأوكرانية: Олександр Сергійович Григоренко)‏ هو لاعب كرة قدم أوكراني وكازاخستاني في مركز حراسة المرمى، ولد في 6 فبراير 1985 في بيلا تسيركفا في أوكرانيا. شارك مع منتخب كازاخستان تحت 21 سنة لكرة القدم. أما مع النوادي، فقد لعب مع إف كي أتيراو ونادي أورداباسي ونادي شاختار قراغندي ونادي طراز.

## وصلات خارجية
- ألكسندر غريغورينكو على موقع اتحاد أوكرانيا (الإنجليزية)
- ألكسندر غريغورينكو على موقع قاعدة بيانات كرة القدم.إي يو (الإنجليزية)
- ألكسندر غريغورينكو على موقع Soccerway.com (الإنجليزية)